# Copa Roca
Copa Julio Argentino Roca, mer känd under namnet Copa Roca, var en fotbollsturnering mellan Argentinas och Brasiliens herrlandslag som spelades i varierad frekvens under perioden 1914–1976. 11 turneringar har spelats.
Tävlingen skapades av Argentinas dåvarande president, general Julio Argentino Roca, år 1913. Roca var en fotbollsentusiast och under tiden som ambassadören i Brasilien kom tanken på att skapa en sund rivalitet länderna sinsemellan, genom fotbollen.

## Resultat
| Lag         | SM | VT | VH | VB | O | GMT | GMH | GMB | MS | P  |
| ----------- | -- | -- | -- | -- | - | --- | --- | --- | -- | -- |
| 0 Argentina | 23 | 9  | 4  | 5  | 3 | 49  | 24  | 25  | 0  | 21 |
| 0 Brasilien | 23 | 11 | 7  | 4  | 3 | 49  | 32  | 17  | 0  | 25 |

### 1914
| 1 | 27 september 1914 | Argentina | 0 – 1   | Brasilien         | Estadio GEBA                                                                |                                                                             |
|   |                   |           | (0 – 1) | 13′ Rubens Salles | Buenos Aires, Argentina Publik: 17 200 Domare: Alberto Borghert (Brasilien) | Buenos Aires, Argentina Publik: 17 200 Domare: Alberto Borghert (Brasilien) |
|   |                   |           |         |                   | Buenos Aires, Argentina Publik: 17 200 Domare: Alberto Borghert (Brasilien) | Buenos Aires, Argentina Publik: 17 200 Domare: Alberto Borghert (Brasilien) |
|   |                   |           |         |                   | Buenos Aires, Argentina Publik: 17 200 Domare: Alberto Borghert (Brasilien) | Buenos Aires, Argentina Publik: 17 200 Domare: Alberto Borghert (Brasilien) |

### 1922
| 1 | 22 oktober 1922 | Brasilien      | 2 – 1   | Argentina        | Parque Antártica                                                                   |                                                                                    |
|   |                 | Gamba 55′, 70′ | (1 – 0) | 17′ Juan Francia | São Paulo, Brasilien Publik: 15 000 Domare: Antônio Carneiro de Campos (Brasilien) | São Paulo, Brasilien Publik: 15 000 Domare: Antônio Carneiro de Campos (Brasilien) |
|   |                 |                |         |                  | São Paulo, Brasilien Publik: 15 000 Domare: Antônio Carneiro de Campos (Brasilien) | São Paulo, Brasilien Publik: 15 000 Domare: Antônio Carneiro de Campos (Brasilien) |
|   |                 |                |         |                  | São Paulo, Brasilien Publik: 15 000 Domare: Antônio Carneiro de Campos (Brasilien) | São Paulo, Brasilien Publik: 15 000 Domare: Antônio Carneiro de Campos (Brasilien) |

### 1923
| 1 | 9 december 1923 | Argentina                          | 2 – 0   | Brasilien | Estadio Sportivo Barracas                              |                                                        |
|   |                 | Dino 70′ (sjm.) Cesareo Onzari 83′ | (0 – 0) |           | Buenos Aires, Argentina Publik: 15 000 Domare: J Mazzi | Buenos Aires, Argentina Publik: 15 000 Domare: J Mazzi |
|   |                 |                                    |         |           | Buenos Aires, Argentina Publik: 15 000 Domare: J Mazzi | Buenos Aires, Argentina Publik: 15 000 Domare: J Mazzi |
|   |                 |                                    |         |           | Buenos Aires, Argentina Publik: 15 000 Domare: J Mazzi | Buenos Aires, Argentina Publik: 15 000 Domare: J Mazzi |

### 1939
| 1 | 15 januari 1939 | Brasilien    | 1 – 5   | Argentina                                                                  | Estádio São Januário                                                                     |                                                                                          |
|   |                 | Leônidas 61′ | (0 – 3) | 9′ Enrique Garcia 20′, 56′ Herminio Masantonio 34′, 60′ José Manuel Moreno | Rio de Janeiro, Brasilien Publik: 40 000 Domare: Carlos de Oliveira Monteiro (Brasilien) | Rio de Janeiro, Brasilien Publik: 40 000 Domare: Carlos de Oliveira Monteiro (Brasilien) |
|   |                 |              |         |                                                                            | Rio de Janeiro, Brasilien Publik: 40 000 Domare: Carlos de Oliveira Monteiro (Brasilien) | Rio de Janeiro, Brasilien Publik: 40 000 Domare: Carlos de Oliveira Monteiro (Brasilien) |
|   |                 |              |         |                                                                            | Rio de Janeiro, Brasilien Publik: 40 000 Domare: Carlos de Oliveira Monteiro (Brasilien) | Rio de Janeiro, Brasilien Publik: 40 000 Domare: Carlos de Oliveira Monteiro (Brasilien) |

| 2 | 22 januari 1939 | Brasilien                                   | 3 – 2   | Argentina                            | Estádio São Januário                                                                     |                                                                                          |
|   |                 | Leônidas 15′ Adilson 78′ Perácio 85′ (str.) | (1 – 2) | 16′ Bruno Rodolfi 23′ Enrique Garcia | Rio de Janeiro, Brasilien Publik: 40 000 Domare: Carlos de Oliveira Monteiro (Brasilien) | Rio de Janeiro, Brasilien Publik: 40 000 Domare: Carlos de Oliveira Monteiro (Brasilien) |
|   |                 |                                             |         |                                      | Rio de Janeiro, Brasilien Publik: 40 000 Domare: Carlos de Oliveira Monteiro (Brasilien) | Rio de Janeiro, Brasilien Publik: 40 000 Domare: Carlos de Oliveira Monteiro (Brasilien) |
|   |                 |                                             |         |                                      | Rio de Janeiro, Brasilien Publik: 40 000 Domare: Carlos de Oliveira Monteiro (Brasilien) | Rio de Janeiro, Brasilien Publik: 40 000 Domare: Carlos de Oliveira Monteiro (Brasilien) |

| 3 | 18 februari 1940 | Brasilien                | 1 – 1, 2 – 2 (e.fl.) | Argentina                              | Parque Antártica                                                            |                                                                             |
|   |                  | Leônidas 45′ (str.), 92′ | (1 – 0)              | 74′ Fabio Cassan 116′ Emilio Baldonedo | São Paulo, Brasilien Publik: 40 000 Domare: José Ferreira Lemos (Brasilien) | São Paulo, Brasilien Publik: 40 000 Domare: José Ferreira Lemos (Brasilien) |
|   |                  |                          |                      |                                        | São Paulo, Brasilien Publik: 40 000 Domare: José Ferreira Lemos (Brasilien) | São Paulo, Brasilien Publik: 40 000 Domare: José Ferreira Lemos (Brasilien) |
|   |                  |                          |                      |                                        | São Paulo, Brasilien Publik: 40 000 Domare: José Ferreira Lemos (Brasilien) | São Paulo, Brasilien Publik: 40 000 Domare: José Ferreira Lemos (Brasilien) |

| 4 | 25 februari 1940 | Brasilien | 0 – 3   | Argentina                                                | Parque Antártica                                                            |                                                                             |
|   |                  |           | (0 – 1) | 35′ Emilio Baldonedo 87′ Manuel Fidel 89′ Antonio Sastre | São Paulo, Brasilien Publik: 40 000 Domare: José Ferreira Lemos (Brasilien) | São Paulo, Brasilien Publik: 40 000 Domare: José Ferreira Lemos (Brasilien) |
|   |                  |           |         |                                                          | São Paulo, Brasilien Publik: 40 000 Domare: José Ferreira Lemos (Brasilien) | São Paulo, Brasilien Publik: 40 000 Domare: José Ferreira Lemos (Brasilien) |
|   |                  |           |         |                                                          | São Paulo, Brasilien Publik: 40 000 Domare: José Ferreira Lemos (Brasilien) | São Paulo, Brasilien Publik: 40 000 Domare: José Ferreira Lemos (Brasilien) |

### 1940
| 1 | 5 mars 1940 | Argentina                                                                      | 6 – 1   | Brasilien | El Gasómetro                                                                  |                                                                               |
|   |             | Herminio Masantonio 3′, 86′ Carlos Peucelle 32′, 57′, 79′ Emilio Baldonedo 80′ | (2 – 0) | 70′ Jair  | Boedo, Buenos Aires, Argentina Publik: 60 000 Domare: José Macías (Argentina) | Boedo, Buenos Aires, Argentina Publik: 60 000 Domare: José Macías (Argentina) |
|   |             |                                                                                |         |           | Boedo, Buenos Aires, Argentina Publik: 60 000 Domare: José Macías (Argentina) | Boedo, Buenos Aires, Argentina Publik: 60 000 Domare: José Macías (Argentina) |
|   |             |                                                                                |         |           | Boedo, Buenos Aires, Argentina Publik: 60 000 Domare: José Macías (Argentina) | Boedo, Buenos Aires, Argentina Publik: 60 000 Domare: José Macías (Argentina) |

| 2 | 10 mars 1940 | Argentina                 | 2 – 3   | Brasilien                     | El Gasómetro                                                                  |                                                                               |
|   |              | Emilio Baldonedo 28′, 53′ | (1 – 1) | 1′, 69′ Hércules 77′ Leônidas | Boedo, Buenos Aires, Argentina Publik: 60 000 Domare: José Macías (Argentina) | Boedo, Buenos Aires, Argentina Publik: 60 000 Domare: José Macías (Argentina) |
|   |              |                           |         |                               | Boedo, Buenos Aires, Argentina Publik: 60 000 Domare: José Macías (Argentina) | Boedo, Buenos Aires, Argentina Publik: 60 000 Domare: José Macías (Argentina) |
|   |              |                           |         |                               | Boedo, Buenos Aires, Argentina Publik: 60 000 Domare: José Macías (Argentina) | Boedo, Buenos Aires, Argentina Publik: 60 000 Domare: José Macías (Argentina) |

| 3 | 17 mars 1940 | Argentina                                                                            | 5 – 1   | Brasilien    | Estadio Libertadores de América                                      |                                                                      |
|   |              | Emilio Baldonedo 3′, 41′ Herminio Masantonio 9′ Carlos Peucelle 22′ Fabio Cassan 86′ | (4 – 1) | 38′ Leônidas | Avellaneda, Argentina Publik: 50 000 Domare: José Macías (Argentina) | Avellaneda, Argentina Publik: 50 000 Domare: José Macías (Argentina) |
|   |              |                                                                                      |         |              | Avellaneda, Argentina Publik: 50 000 Domare: José Macías (Argentina) | Avellaneda, Argentina Publik: 50 000 Domare: José Macías (Argentina) |
|   |              |                                                                                      |         |              | Avellaneda, Argentina Publik: 50 000 Domare: José Macías (Argentina) | Avellaneda, Argentina Publik: 50 000 Domare: José Macías (Argentina) |

### 1945
| 1 | 16 december 1945 | Brasilien                                     | 3 – 4   | Argentina                                                           | Estádio do Pacaembu                                                                                         | |
|   |                  | José Salomón 9′ (sjm.) Zizinho 43′ Ademir 55′ | (2 – 2) | 14′ Adolfo Pedernera 39′ Mario Boyé 62′ Ezra Sued 64′ Ángel Labruna | São Paulo, Brasilien · Publik: 59 613 · Domare: Mário Vianna (Brasilien) · Rött kort: Juan Carlos Fonda 67' | São Paulo, Brasilien · Publik: 59 613 · Domare: Mário Vianna (Brasilien) · Rött kort: Juan Carlos Fonda 67' |
|   |                  |                                               |         |                                                                     | São Paulo, Brasilien · Publik: 59 613 · Domare: Mário Vianna (Brasilien) · Rött kort: Juan Carlos Fonda 67' | São Paulo, Brasilien · Publik: 59 613 · Domare: Mário Vianna (Brasilien) · Rött kort: Juan Carlos Fonda 67' |
|   |                  |                                               |         |                                                                     | São Paulo, Brasilien · Publik: 59 613 · Domare: Mário Vianna (Brasilien) · Rött kort: Juan Carlos Fonda 67' | São Paulo, Brasilien · Publik: 59 613 · Domare: Mário Vianna (Brasilien) · Rött kort: Juan Carlos Fonda 67' |

| 2 | 20 december 1945 | Brasilien                                                                       | 6 – 2   | Argentina                                       | Estádio São Januário                                                      |                                                                           |
|   |                  | Ademir 33′, 84′ Leônidas 39′ (str.) Chico 60′ Zizinho 64′ Heleno de Freitas 82′ | (2 – 1) | 30′ (str.) Adolfo Pedernera 46′ Rinaldo Martino | Rio de Janeiro, Brasilien Publik: 50 000 Domare: Mário Vianna (Brasilien) | Rio de Janeiro, Brasilien Publik: 50 000 Domare: Mário Vianna (Brasilien) |
|   |                  |                                                                                 |         |                                                 | Rio de Janeiro, Brasilien Publik: 50 000 Domare: Mário Vianna (Brasilien) | Rio de Janeiro, Brasilien Publik: 50 000 Domare: Mário Vianna (Brasilien) |
|   |                  |                                                                                 |         |                                                 | Rio de Janeiro, Brasilien Publik: 50 000 Domare: Mário Vianna (Brasilien) | Rio de Janeiro, Brasilien Publik: 50 000 Domare: Mário Vianna (Brasilien) |

| 3 | 23 december 1945 | Brasilien                                                           | 3 – 1   | Argentina           | Estádio São Januário                                                      |                                                                           |
|   |                  | Heleno De Freitas 14′ Eduardo Lima 40′ Juan Carlos Fonda 43′ (sjm.) | (3 – 1) | 45′ Rinaldo Martino | Rio de Janeiro, Brasilien Publik: 45 000 Domare: Mário Vianna (Brasilien) | Rio de Janeiro, Brasilien Publik: 45 000 Domare: Mário Vianna (Brasilien) |
|   |                  |                                                                     |         |                     | Rio de Janeiro, Brasilien Publik: 45 000 Domare: Mário Vianna (Brasilien) | Rio de Janeiro, Brasilien Publik: 45 000 Domare: Mário Vianna (Brasilien) |
|   |                  |                                                                     |         |                     | Rio de Janeiro, Brasilien Publik: 45 000 Domare: Mário Vianna (Brasilien) | Rio de Janeiro, Brasilien Publik: 45 000 Domare: Mário Vianna (Brasilien) |

### 1957
Vinnaren av mästerskapet 1957 skulle avgöras efter det laget som hade ackumulerat flest antal poäng efter två matcher - vid händelse av oavgjort så skulle man spela ytterligare en tredje match. Den första matchen vanns av Argentina och den andra matchen vanns av Brasilien. Man beslöt att spela vidare efter den andra matchen med en förlängning på 30 minuter. Argentina behövde vinna eller spela oavgjort för att vinna mästerskapet på poäng. Man spelade ej en tredje match då den argentinska delegationen hade bråttom hem för att starta upp det nationella mästerskapet. Mästerskapet tillföll därefter värdlandet Brasilien. 
Pelé, då 16 år och 257 dagar gammal, gjorde sin debut i landslaget under den första matchen av mästerskapet.
| 1 | 7 juli 1957 | Brasilien | 1 – 2   | Argentina                           | Maracanã                                                                  |                                                                           |
|   |             | Pelé 76′  | (0 – 0) | 30′ Ángel Labruna 77′ Miguel Juárez | Rio de Janeiro, Brasilien Publik: 80 000 Domare: Erwin Hieger (Österrike) | Rio de Janeiro, Brasilien Publik: 80 000 Domare: Erwin Hieger (Österrike) |
|   |             |           |         |                                     | Rio de Janeiro, Brasilien Publik: 80 000 Domare: Erwin Hieger (Österrike) | Rio de Janeiro, Brasilien Publik: 80 000 Domare: Erwin Hieger (Österrike) |
|   |             |           |         |                                     | Rio de Janeiro, Brasilien Publik: 80 000 Domare: Erwin Hieger (Österrike) | Rio de Janeiro, Brasilien Publik: 80 000 Domare: Erwin Hieger (Österrike) |

| 2 | 10 juli 1957 | Brasilien            | 2 – 0 (e.fl.) | Argentina | Estádio do Pacaembu                                                |                                                                    |
|   |              | Pelé 20′ Mazzola 57′ | (1 – 0)       |           | São Paulo, Brasilien Publik: 38 441 Domare: John Husband (England) | São Paulo, Brasilien Publik: 38 441 Domare: John Husband (England) |
|   |              |                      |               |           | São Paulo, Brasilien Publik: 38 441 Domare: John Husband (England) | São Paulo, Brasilien Publik: 38 441 Domare: John Husband (England) |
|   |              |                      |               |           | São Paulo, Brasilien Publik: 38 441 Domare: John Husband (England) | São Paulo, Brasilien Publik: 38 441 Domare: John Husband (England) |

### 1960
| 1 | 25 maj 1960 | Argentina | 4 – 2 | Brasilien | El Monumental (de Nuñes)                                     |  |
|   |             |           |       |           | Buenos Aires, Argentina Domare: Carlos Robles Robles (Chile) |  |
|   |             |           |       |           |                                                              |  |
|   |             |           |       |           |                                                              |  |

| 2 | 29 maj 1960 | Argentina | 1 – 4 | Brasilien | El Monumental (de Nuñes)                                                    |  |
|   |             |           |       |           | Buenos Aires, Argentina Publik: 63 500 Domare: Carlos Robles Robles (Chile) |  |
|   |             |           |       |           |                                                                             |  |
|   |             |           |       |           |                                                                             |  |

### 1963
| 1 | 13 april 1963 | Brasilien | 2 – 3 | Argentina | Morumbi                                               |  |
|   |               |           |       |           | São Paulo, Brasilien Domare: Esteban Marino (Uruguay) |  |
|   |               |           |       |           |                                                       |  |
|   |               |           |       |           |                                                       |  |

| 2 | 16 april 1963 | Brasilien | 5 – 2 | Argentina | Maracanã                                                   |  |
|   |               |           |       |           | Rio de Janeiro, Brasilien Domare: Esteban Marino (Uruguay) |  |
|   |               |           |       |           |                                                            |  |
|   |               |           |       |           |                                                            |  |

### 1971
| 1 | 28 juli 1971 | Argentina | 1 – 1 | Brasilien | El Monumental (de Nuñes)                               |  |
|   |              |           |       |           | Buenos Aires, Argentina Domare: Vital Loraux (Belgien) |  |
|   |              |           |       |           |                                                        |  |
|   |              |           |       |           |                                                        |  |

| 2 | 31 juli 1971 | Argentina | 2 – 2 | Brasilien | El Monumental (de Nuñes)                                  |  |
|   |              |           |       |           | Buenos Aires, Argentina Domare: Rudolf Scheurer (Schweiz) |  |
|   |              |           |       |           |                                                           |  |
|   |              |           |       |           |                                                           |  |

### 1976
Atlantiska cupen (Copa del Atlántico) och Copa Roca kombinerades år 1976.
| 1 | 27 februari 1976 | Argentina    | 1 – 2 | Brasilien | El Monumental (de Nuñes)                                     |                                                              |
|   |                  | Mario Kempes |       | Zico Lula | Buenos Aires, Argentina Domare: Roberto Barreiro (Argentina) | Buenos Aires, Argentina Domare: Roberto Barreiro (Argentina) |
|   |                  |              |       |           | Buenos Aires, Argentina Domare: Roberto Barreiro (Argentina) | Buenos Aires, Argentina Domare: Roberto Barreiro (Argentina) |
|   |                  |              |       |           | Buenos Aires, Argentina Domare: Roberto Barreiro (Argentina) | Buenos Aires, Argentina Domare: Roberto Barreiro (Argentina) |

| 2 | 19 maj 1976 | Brasilien | 2 – 0 | Argentina | Maracanã                                                     |                                                              |
|   |             | Lula Neca |       |           | Rio de Janeiro, Brasilien Domare: Agomar Martins (Brasilien) | Rio de Janeiro, Brasilien Domare: Agomar Martins (Brasilien) |
|   |             |           |       |           | Rio de Janeiro, Brasilien Domare: Agomar Martins (Brasilien) | Rio de Janeiro, Brasilien Domare: Agomar Martins (Brasilien) |
|   |             |           |       |           | Rio de Janeiro, Brasilien Domare: Agomar Martins (Brasilien) | Rio de Janeiro, Brasilien Domare: Agomar Martins (Brasilien) |

### Webbkällor
- ”Copa Julio Roca”. RSSSF. http://www.rsssf.com/tablesr/roca.html. Läst 9 juli 2021.